# Имперское правительство
Имперское правительство; Имперское управление (нем. Reichsregiment) — центральный орган исполнительной власти Священной Римской империи, формируемый имперскими сословиями и возглавляемый императором, существовавший непродолжительное время в первой половине XVI века.
Учреждение имперского правительства было одним из главных требований сословий в период проведения «Имперской реформы» конца XV — начала XVI века. Решение о создании имперского правительства принималось дважды: рейхстагами 1500 и 1521 годов, однако из-за сопротивления императора, противящегося ограничению своих прерогатив в сфере управления, а также из-за разногласий между имперскими князьями, обе эти попытки потерпели неудачу.

## История
Инициатором создания имперского правительства был архиепископ Майнцский Бертольд фон Геннеберг, один из лидеров движения за реформу Священной Римской империи в конце XV века. Требование об учреждении этого органа было впервые заявлено на Вормсском рейхстаге 1495 года как условие для предоставления сословиями военной и финансовой помощи императору Максимилиану I на борьбу с Францией. Испытывающий крайний дефицит денежных средств император был вынужден согласиться с требованием сословий. Имперское правительство должно было стать высшим исполнительным органом власти в империи, контролирующим её финансовую систему и осуществляющим руководство внешней и внутренней политикой.
Решение об учреждении имперского правительство было принято на Аугсбургском рейхстаге 1500 года. В состав это органа вошло 20 представителей сословий (светских и церковных князей, а также свободных городов), а председателем являлся император. Правительство должно было заседать в Нюрнберге. Однако император, не желавший допустить ущемления своих прерогатив сословиями, уклонялся от сотрудничества с правительством, и к 1502 году имперское правительство фактически перестало функционировать.
Преемник Максимилиана I Карл V в своей избирательной капитуляции 1519 года был вынужден пообещать восстановить имперское правительство. Однако представление Карла V о роли правительства в политической системе империи сильно отличалось от пожеланий сословий: императору, подолгу находившемуся за пределами Германии, был необходим некий орган, обеспечивавший текущее управление империей в период его отсутствия, но который был бы полностью зависим от императора и ограничивался лишь выполнением его указаний.
Решение о создании второго имперского правительства было принято на Вормсском рейхстаге 1521 года. Однако его полномочия были резко ограничены: правительство должно было обеспечивать управление империей в период отсутствия императора и возглавлялось братом Карла V эрцгерцогом Фердинандом. Фактически имперское правительство превратилось в консультационный орган при императорском наместнике. Избрание Фердинанда римским королём в 1531 году и формирование им придворных органов власти (Надворный совет, Надворная палата, Имперская канцелярия) привели к упразднению имперского правительства. В результате попытки имперских сословий поставить под свой контроль систему управления Священной Римской империи потерпели крах.